# 楽しいムーミン一家
『楽しいムーミン一家』（たのしいムーミンいっか）は、1990年4月12日から1991年10月3日まで、テレビ東京系列で毎週木曜19:00 - 19:30（JST）に全78話が放送された、テレスクリーン制作のテレビアニメ。
本項目では、1991年10月10日から1992年3月26日まで同系列・同時間帯にて全26話が放送された第2期『楽しいムーミン一家 冒険日記』についても併せて取り扱う。第1期と第2期は途切れずに連続しており、第1期からの通算では、1990年4月12日から1992年3月26日までの全104話となり、このうち第2期は第79話から第104話までとなる。

## 概要
原作はトーベ・ヤンソンの同名の小説（1948年刊行、ムーミン・シリーズ第3作目）。トーベ自身も末弟で漫画の共同制作者であるラルス・ヤンソン（愛称ラッセ）と共に、本作品のアニメ制作に関わっており、これに伴って原作の設定や世界観が作品にも反映されるようになった他、キャラクターデザインも原作にほぼ準ずる形で作成された。一方で「スノークのお嬢さん」が「フローレン」になるなど、原作から変更された箇所も存在する。
『ムーミン』のアニメは本作品以外にも、トーベ・ヤンソン許諾のもと1969年、1972年の2回「カルピスまんが劇場」として放送されたシリーズ2作（ムーミン (アニメ)も参照）の他、2015年に日本で公開されたフィンランド・フランス共同制作アニメ映画『劇場版 ムーミン 南の海で楽しいバカンス』などが存在し、特に後者は高山みなみを筆頭に本作品の出演陣が再びキャスティングされているが、いずれも本作品とは制作体制を異とするものである。
当時のテレビアニメは完成したフィルムを直接送出する方式が一般的であったのに対し、本作品は最新のデジタルテープ（D2マスター）にテレシネして初回放送ではクリアビジョンで放送されていた（但し、第53話からはフィルムでの送出へと切り替えられている）。また第1回の本放送では、現在DVDに収録されているEDは放送されずにスペシャル用のEDが使用された（未ソフト化）。
本作品の放送期間中の1991年1月17日に湾岸戦争が勃発した際、他局がこれに関連した報道特番を行う中にあって、テレビ東京のみ通常番組として本作品を放送し、その結果として同日放送分（第41話）は18.7%（ビデオリサーチ調べ、関東地区）という高視聴率を得た。これについて、テレビ東京では「湾岸に関心が強いビジネスマンたちは、夜7時台には家にいないと判断したほか、その時間帯に大きな動きがなかったため放送した。他局のアニメがなくなった結果、うちの番組に流れた」と分析している。本作品の放送終了後も長きにわたり、「テレビ東京は重大事件が発生した際も、報道特別番組を編成せずに通常放送を行う」例として本件が引き合いに出されることがあり、テレビ東京も自局制作の特別番組などで、本件を紹介することが度々ある。
当時のテレビ東京にとって本作品はかなりの看板番組だったようで、海外共同制作契約分が終了した1991年10月以降もタイトルに「冒険日記」と付け加える形で引き続き第2期の制作が続けられた。第1期とのストーリーや世界観の繋がりは薄く、コミカルな作風が志向されている。第2期ではナレーションも廃止された他、スノークもオープニングのみの登場で物語には出なくなった。一方で、第2期に入って前述の通り副題が付記された後も、次回予告でのナレーションは第1期と同じく「楽しいムーミン一家」のままで「冒険日記」は追加されない。
第35話から登場した魔女のクラリッサと、その孫で魔女見習いのアリサは、原作には登場しないアニメオリジナルキャラクターである。
本作品は、第1期ではスノークの空飛ぶ船の製造が物語と平行して描かれている（第77話にて完成）。また、第2期ではムーミンパパ手作りのタイムマシンによって引き起こされる騒動がストーリーの中心になることが多い。
1990年のトーベ来日時には、吉祥寺末広通り沿いにあった制作現場を訪れている。

## キャスト

### レギュラー
- ムーミン・トロール - 高山みなみ[6]
- ムーミンパパ - 大塚明夫[6]／高山みなみ（幼少期：第59・63・68話）
- ムーミンママ - 谷育子[6]／かないみか（幼少期：第68話）
- フローレン - かないみか[6]
- スナフキン - 子安武人[6]
- ミイ - 佐久間レイ[6]
- スニフ - 中尾隆聖[6]
- スノーク（無印のみ） - 平田康之
- ヘムレン - 矢田稔
- ミムラ姉さん - 小林優子（第6話-）
- ヘムル署長 - 土師孝也（第6話-）
- トゥーティッキ - 土井美加（第9話-）
- スティンキー - 丸山裕子（第9話-）
- フィヨンカ夫人 - 島本須美（第14話-）
- アリサ - 玉川紗己子（第35話-第78話）
- クラリッサ - 京田尚子（第35話-第78話）
- ナレーション（無印のみ） - 白鳥英美子

### ゲスト（第1期）
- 飛行おに - 玄田哲章（第2・8・75話）
- アリジゴク - 西村知道（第2話）
- トフスラン - 田の中勇（第6話-第8話・第74話）
- ビフスラン - 井上瑤（第6話-第8話・第74話）
- モラン - 片岡富枝（第6・7・22・37・38・59話）
- ニンニ - 冨永みーな（第9・10話）
- 住人 - 根岸朗、小形満（第10話）
- バッド船長 - 青野武（第12話）
- フィヨンカの子供 - 亀井芳子、小林優子、中沢みどり（第14話 他）
- 火星人の子供 - TARAKO（第16話）
- トラの夫婦 - 立木文彦、中沢みどり（第19・20話）
- 大蛇 - 平井隆博（第19・20話）
- ラッキ - 大林隆介（第23・77話）
- メソメソ - TARAKO（第23話）
- はい虫（ティーティー・ウー） - 坂本千夏（第24話）
- 灯台守 - 堀勝祐（第25・26話）
- トフト - 伊倉一恵（第25・26話）
- ジェーンおばさん - 高橋和枝（第27話）
- エンマ - 藤夏子（第28話-第30話）
- フィリフヨンカ - 丸山真奈美（第28話-第30話）
- エドモン - 吉村よう（第31話）
- ランプの精 - 塩屋浩三（第33話）
- ナナ - 井上喜久子（第39・40話）
- アントン - 島田敏（第40話）
- ラグーナ - 島津冴子（第43話）
- エメラルド - 塩屋浩三（第43話）
- ミムラ夫人 - 小宮和枝（第45話）
- エレーン - 榊原良子（第46話）
- 悪魔 - 大林隆介（第50話）
- ハットン - 小川真司（第52話）
- フリップ - 伊倉一寿（第57話）
- フローラ - 高乃麗（第57話）
- フレドリクソン - 納谷六朗（第59・63・68話）
- ヨクサル - 子安武人（第59・63・68話）
- ロッドユール - 中尾隆聖（第59・63・68話）
- 院長 - 島本須美（第59・63話）
- ミムラの娘 - 佐久間レイ（第63・68話）
- 王様 - 安西正弘（第63・68話）
- イルカのラップ - 松島みのり（第72話）
- ガフサ - 中沢みどり
- 男 - 石野竜三
- 預言者 - 緒方賢一
- 警視総監 - 神山卓三
- トンカー - 亀井芳子
- 海賊ノッポ - 亀山助清
- 郵便屋さん - 佐藤政道（第6話 他）
- 園長 - 菅原正志
- 婦人 - 鈴木れい子
- グスタフ - 西村朋紘
- 人魚 - 久川綾
- ファンドル - 兵藤まこ
- 調査委員 - 村山明
- ピンチ - 八奈見乗児
- その他 - 陶山章央、近藤芳正、田中和実、中嶋聡彦、中田譲治、難波圭一、原田一夫、松尾まつお、真殿光昭、丸山詠二、水原リン、梁田清之

### ゲスト（第2期）
- ダフィ - 松井菜桜子（第2話）
- ゴッドリー - 佐久間なつみ（第4話）
- クレオバニラ - 天野由梨（第13話）
- アンドロ - 鳥海勝美（第13話）
- ビリー - 松野太紀（第17話）
- カウボーイ - 中田和宏（第17話）
- 保安官 - 北村弘一（第17話）
- フォークナイフの男 - 長谷有洋（第17話）
- 店主 - 辻村真人（第17話）
- ウィムジー - 稲葉実（第23話）
- 学園長 - 西尾徳（第23話）
- ヘムルント - 豊島まさみ（第23話）
- 雪男 - 鉄炮塚葉子（第25話）
- 長老 - 和田啓（第25話）
- 村人 - 加藤雅也、真砂勝美（第25・26話）
- 冒険家 - 池水通洋（第26話）
- 謎の老母 - 北川智繪（第26話）
- 泥棒B - 伊崎寿克
- 村人 - 岡和男、豊島まさみ、真砂勝美
- 御先祖、エドワード - 加藤雅也
- 兵士 - 川津泰彦、久賀健治
- 女王 - くじら
- 近衛兵 - 小林通孝
- 番兵 - 菅原淳一
- 男B - 辻谷耕史
- 御先祖 - 豊島まさみ
- アントコ - 鳥海勝美
- ノエル、弟子 - 萩森順子
- アンバー - 筈見純
- 強盗 - 真砂勝美

## スタッフ

### 全期共通
- 原作 - トーベ・ヤンソン、ラッセ・ヤンソン
- エグゼクティブ・プロデューサー、クリエイティブ・コンサルタント - デニス・リブソン
- 製作 - 多葉田一夫
- キャラクターデザイン - 名倉靖博
- 音響 - 斯波重治
- 音楽 - 白鳥澄夫
- プロデューサー - 清水睦夫（テレビ東京）
- 制作協力 - テレ・イメージ
- 制作 - テレビ東京、テレスクリーン（英語版）
- 配給 - テレビ東京メディアネット（ノンクレジット）→プロセンスタジオ
- @1990 Moomin Characters[注 1]/Bulls[注 2]

### 第1期のみ
- 制作管理 - 高橋澄夫
- シリーズ構成 - 宮崎晃
- 美術設定 - 河野次郎
- 撮影 - 白井久男
- 音響 - 浅梨なおこ
- シリーズ演出 - 小島正幸
- 監督 - 斉藤博
- プロデューサー - 田村學（テレスクリーン）、宮下勇治（ビジュアル80）
- 制作協力 - ビジュアル80[注 3]
- @1990 Moomin Characters™/Bulls/Telecable Benelux B.V[注 4]

### 第2期のみ
- シリーズ構成 - 桜井正明
- 総作画監督 - 毛利和昭
- 美術設定 - 中村隆
- 撮影 - 佐野禎史
- 音響 - 千葉繁
- プロデューサー - 野中しぎ（テレスクリーン）、小平正夫（テレ・イメージ）
- 監督 - 神田武幸
- @1990Moomin Characters/Bulls/テレビ東京/テレスクリーン

## 主題歌

### オープニングテーマ
「夢の世界へ」（第1期　第1話 - 第52話）
作詞・歌 - 白鳥英美子 / 作曲 - 白鳥澄夫 / 編曲 - 渡辺雅二
「おまじないの歌」（第1期　第53話 - 第78話）
作詞 - 芹口希理子 / 作曲 - 白鳥澄夫 / 編曲 - 渡辺雅二 / 歌 - ポンピン隊 〜ムーミン谷の仲間たち〜（高山みなみ、かないみか、大塚明夫、子安武人、佐久間レイ、中尾隆聖）
「ヘソまがりんちょ」（第2期　第1話 - 第26話）
作詞 - 白鳥英美子・おおのふたば / 作曲 - 白鳥澄夫 / 編曲 - 渡辺雅二 / 歌 - 水森亜土&タイロン橋本
「ヘソまがりんちょ」は「おまじないの歌」の替え歌にあたる。
オープニング映像の一部に光の点滅（パカパカ）が用いられているため、ポケモンショック以降の再放送では、視聴者への配慮のため該当箇所が静止画となっている。

### エンディングテーマ
「遠いあこがれ」（第1期　第1話 - 第52話）
作詞・歌 - 白鳥英美子 / 作曲 - 白鳥澄夫 / 編曲 - 渡辺雅二
「いつかすてきな旅」（第1期　第53話 - 第78話、第2期）
作詞・作曲・歌 - 白鳥英美子 / 編曲 - 渡辺雅二

## 各話リスト

### 第1期
| 話 | 放送日         | サブタイトル               | 脚本       | コンテ            | 演出            | 作画監督            |
| -- | -------------- | -------------------------- | ---------- | ----------------- | --------------- | ------------------- |
| 1  | 1990年 4月12日 | ムーミン谷の春             | 宮崎晃     | 斉藤博            | 小島正幸        | 村田四郎            |
| 2  | 1990年 4月12日 | 魔法の帽子                 | 宮崎晃     | 斉藤博            | 鈴木卓夫        | 金子紀男 村田四郎   |
| 3  | 4月19日        | 浜で見つけた難破船         | 宮崎晃     | 斉藤博            | 斉藤格 小島正幸 | 謝明揚              |
| 4  | 4月26日        | おばけ島へようこそ         | 宮崎晃     | 小島正幸          | 小柴純弥        | 木場田実            |
| 5  | 5月3日         | ニョロニョロの秘密         | 宮崎晃     | 斉藤博            | 原征太郎        | 依田正彦            |
| 6  | 5月10日        | 小さな小さなお客様         | 宮崎晃     | 小島正幸 斉藤博   | 岩本保雄        | 北崎正浩 小野隆哉   |
| 7  | 5月17日        | スーツケースの中身         | 宮崎晃     | 斉藤博            | 鈴木卓夫        | 工藤柾輝            |
| 8  | 5月24日        | 飛行オニの魔術             | 宮崎晃     | 斉藤博            | 新谷憲 小島正幸 | 謝明揚              |
| 9  | 5月31日        | 姿の見えないお友達         | 宮崎晃     | 斉藤博            | 小柴純弥        | 村田四郎            |
| 10 | 6月7日         | 笑顔がもどったニンニ       | 宮崎晃     | 小島正幸          | 小島正幸        | 金子紀男            |
| 11 | 6月14日        | 大空を飛ぶスノーク         | 宮崎晃     | 斉藤博            | 原征太郎        | 依田正彦            |
| 12 | 6月21日        | ムーミン海賊と闘う         | 宮崎晃     | 斉藤博            | 岡崎稔          | 荒牧園美            |
| 13 | 6月28日        | 地球最後の龍               | 松田昭三   | 小島正幸          | 鈴木卓夫        | 工藤柾輝            |
| 14 | 7月5日         | お隣りさんは教育ママ       | 三宅直子   | 斉藤博            | 斉藤格          | 謝明揚              |
| 15 | 7月12日        | 記憶を失ったフローレン     | 宮崎晃     | 斉藤博            | 山口頼房        | 金子紀男            |
| 16 | 7月26日        | ムーミン谷に火星人!        | 宮崎晃     | 腰繁男            | 原征太郎        | 依田正彦            |
| 17 | 8月2日         | ムーミンパパの家出         | 松田昭三   | 斉藤博            | 鈴木卓夫        | 工藤柾輝            |
| 18 | 8月9日         | 海から来た魔法の種         | 宮崎晃     | 小島正幸          | 山口頼房        | 本橋秀之            |
| 19 | 8月23日        | ムーミン谷はジャングル     | 宮崎晃     | 小島正幸          | 古川政美        | 荒牧園美            |
| 20 | 8月30日        | ムーミン虎たちを救う       | 宮崎晃     | 斉藤博            | 新谷憲          | 謝明揚              |
| 21 | 9月6日         | スナフキンの旅立ち         | 宮崎晃     | 斉藤博            | 鈴木卓夫        | 工藤柾輝            |
| 22 | 9月13日        | ムーミンとミイの大冒険     | 宮崎晃     | 小島正幸 山口頼房 | 原征太郎        | 依田正彦            |
| 23 | 9月20日        | ムーミン谷の冬の住人       | 宮崎晃     | 斉藤博            | 山口頼房        | 金子紀男            |
| 24 | 9月27日        | 帰ってこないスナフキン     | 宮崎晃     | 小島正幸          | 斉藤格          | 謝明揚              |
| 25 | 10月4日        | パパの夢をのせて           | 宮崎晃     | 斉藤博            | 鈴木卓夫        | 本橋秀之            |
| 26 | 10月4日        | 灯台に明かりのともる日     | 宮崎晃     | 斉藤博            | 山口頼房        | 工藤柾輝            |
| 27 | 10月18日       | お金持ちのジェーンおばさん | 松田昭三   | 小島正幸          | 古川政美        | 荒牧園美            |
| 28 | 10月25日       | 浮かぶばけもの屋敷         | 松田昭三   | 斉藤博            | 鈴木卓夫        | 金子紀男            |
| 29 | 11月1日        | 離れ離れの家族             | 松田昭三   | 小島正幸 政木伸一 | 原征太郎        | 依田正彦            |
| 30 | 11月8日        | 喜びの再会                 | 松田昭三   | 斉藤博            | 山口頼房        | 本橋秀之            |
| 31 | 11月15日       | スノークの空飛ぶ船         | 宮崎晃     | 斉藤博            | 鈴木卓夫        | 工藤柾輝            |
| 32 | 11月22日       | まぼろしの金色の魚         | 宮崎晃     | 小島正幸          | 古川政美        | 荒牧園美            |
| 33 | 11月29日       | 魔法のランプに願いを込めて | 宮崎晃     | 斉藤博            | 山口頼房        | 金子紀男            |
| 34 | 12月6日        | たこに乗ったミイ           | 宮崎晃     | 小島正幸 政木伸一 | 鈴木卓夫        | 本橋秀之            |
| 35 | 12月13日       | 帰ってきた魔女             | 宮崎晃     | 斉藤博 小島正幸   | 斉藤格          | 謝明揚              |
| 36 | 12月20日       | クリスマスって何?          | 宮崎晃     | 斉藤博            | 原征太郎        | 依田正彦            |
| 37 | 12月27日       | 冬の生物たちのお祭り       | 宮崎晃     | 斉藤博            | 山口頼房        | 工藤柾輝            |
| 38 | 1991年 1月1日  | 眠りの魔法                 | 宮崎晃     | 小島正幸 熊谷雅晃 | 山口頼房        | 荒牧園美            |
| 39 | 1991年 1月1日  | 真夜中の不思議な音         | 宮崎晃     | 斉藤博            | 熊谷雅晃        | 金子紀男            |
| 40 | 1月10日        | 花火の秘密                 | 宮崎晃     | 小島正幸          | 山口頼房        | 本橋秀之            |
| 41 | 1月17日        | ムーミン谷の怪事件         | 宮崎晃     | 斉藤博            | 新谷憲          | 謝明揚              |
| 42 | 1月24日        | 魔女のほうき               | 宮崎晃     | 小島正幸 政木伸一 | 政木伸一        | 工藤柾輝            |
| 43 | 1月31日        | サーカスのヒロイン         | 三宅直子   | 斉藤博            | 山口頼房        | 金子紀男            |
| 44 | 2月7日         | すてきなお誕生日           | 宮崎晃     | 斉藤博 熊谷雅晃   | 古川政美        | 荒牧園美            |
| 45 | 2月14日        | ムーミンの建てた家         | 三宅直子   | 小島正幸          | 熊谷雅晃        | 本橋秀之            |
| 46 | 2月21日        | パパは大金持ち?            | 松田昭三   | 斉藤博            | 政木伸一        | 工藤柾輝            |
| 47 | 2月28日        | 温泉が出た!                | 宮崎晃     | 小島正幸 鈴木卓夫 | 竹松一生        | 謝明揚              |
| 48 | 3月7日         | シャボン玉に乗ったムーミン | 宮崎晃     | 斉藤博            | 山口頼房        | 金子紀男            |
| 49 | 3月14日        | ママの秘密                 | 宮崎晃     | 小島正幸          | 古川政美        | 荒牧園美            |
| 50 | 3月21日        | 枯木の中の声               | 宮崎晃     | 小島正幸 熊谷雅晃 | 新谷憲          | 謝明揚              |
| 51 | 3月28日        | フローレンの超能力         | 宮崎晃     | 斉藤博            | 大森貴弘        | 本橋秀之            |
| 52 | 4月4日         | 宝探しで大騒ぎ             | 宮崎晃     | 斉藤博            | 熊谷雅晃        | 工藤柾輝            |
| 53 | 4月4日         | 水の妖精                   | 松田昭三   | 小島正幸          | 山口頼房        | 依田正彦            |
| 54 | 4月18日        | ミムラに贈り物             | 松田昭三   | 鈴木卓夫          | 政木伸一        | 本橋秀之            |
| 55 | 4月25日        | 寂しそうなパパ             | 松田昭三   | 斉藤博            | 岩本保雄        | 北崎正浩 土信田和幸 |
| 56 | 5月2日         | 旅に出たママ               | 杉原めぐみ | 小島正幸          | 熊谷雅晃        | 工藤柾輝            |
| 57 | 5月9日         | フローレンの子育て         | 松田昭三   | 熊谷雅晃 政木伸一 | 古川政美        | 荒牧園美            |
| 58 | 5月16日        | ムーミン谷のコンテスト     | 三宅直子   | 山口頼房          | 山口頼房        | 本橋秀之            |
| 59 | 5月23日        | パパの思い出               | 松田昭三   | 斉藤博            | 政木伸一        | 工藤柾輝            |
| 60 | 5月30日        | ミイのいたずら             | 杉原めぐみ | 小島正幸          | 新谷憲          | 新谷憲              |
| 61 | 6月6日         | ムーミンは天才占い師       | 三宅直子   | 熊谷雅晃          | 岩本保雄        | 北崎正浩 土信田和幸 |
| 62 | 6月13日        | 魔法の言葉                 | 宮崎晃     | 斉藤博            | 熊谷雅晃        | 本橋秀之            |
| 63 | 6月20日        | オーケストラ号の冒険       | 松田昭三   | 小島正幸          | 古川政美        | 荒牧園美            |
| 64 | 7月4日         | 巣立ちの日                 | 岸間信明   | 山口頼房          | 山口頼房        | 工藤柾輝            |
| 65 | 7月11日        | ムーミンの秘密             | 三宅直子   | 斉藤博            | 政木伸一        | 本橋秀之            |
| 66 | 7月18日        | ムーミン谷の吸血鬼         | 宮崎晃     | 熊谷雅晃 政木伸一 | 大森貴弘        | 依田正彦            |
| 67 | 7月25日        | 壊れたパパの大事な椅子     | 杉原めぐみ | 小島正幸          | 岩本保雄        | 北崎正浩 土信田和幸 |
| 68 | 8月1日         | ママと運命の出会い         | 松田昭三   | 斉藤博 政木伸一   | 熊谷雅晃        | 工藤柾輝            |
| 69 | 8月8日         | 伝説の不死鳥の危機         | 宮崎晃     | 小島正幸          | 福多潤          | 毛利和昭            |
| 70 | 8月15日        | お魚パーティーで仲直り     | 杉原めぐみ | 山口頼房          | 山口頼房        | 依田正彦            |
| 71 | 8月22日        | 光るキノコの正体           | 岸間信明   | 熊谷雅晃 政木伸一 | 政木伸一        | 工藤柾輝            |
| 72 | 8月29日        | ムーミンとイルカの友情     | 宮崎晃     | 斉藤博            | 宮沢康紀        | 荒牧園美            |
| 73 | 9月5日         | ムーミン探検隊             | 岸間信明   | 小島正幸          | 大森貴弘        | 依田正彦            |
| 74 | 9月12日        | 歌う花のプレゼント         | 宮崎晃     | 斉藤博            | 熊谷雅晃        | 工藤柾輝            |
| 75 | 9月19日        | ムーミンのすてきな夢       | 宮崎晃     | 斉藤博            | 山口頼房        | 新谷憲              |
| 76 | 9月26日        | こわれたおうち             | 杉原めぐみ | 小島正幸          | 政木伸一        | 依田正彦            |
| 77 | 10月3日        | 完成! 空飛ぶ船             | 宮崎晃     | 斉藤博            | 熊谷雅晃        | 工藤柾輝            |
| 78 | 10月3日        | ムーミン大空へ             | 宮崎晃     | 小島正幸          | 小島正幸        | 依田正彦            |

### 第2期
| 話 | 放送日          | サブタイトル                 | 脚本     | コンテ     | 演出              | 作画監督 |
| -- | --------------- | ---------------------------- | -------- | ---------- | ----------------- | -------- |
| 1  | 1991年 10月10日 | ムーミンが結婚!?             | 白水昭   | 横山裕一郎 | 福多潤            | 毛利和昭 |
| 2  | 10月17日        | スニフの恋                   | 桜井正明 | 垂永士     | 垂永士            | 菊池城二 |
| 3  | 10月24日        | 新しい生き方のすすめ         | 桜井正明 | 熊谷雅晃   | 熊谷雅晃          | 陳清富   |
| 4  | 10月31日        | 世話好きなおばさん           | 中弘子   | 鈴木卓夫   | 鈴木卓夫          | 菊池城二 |
| 5  | 11月7日         | 金色のしっぽ                 | 五武冬史 | 遠藤克己   | 福多潤            | 毛利和昭 |
| 6  | 11月14日        | ムーミン谷の彫刻展           | 中弘子   | 阿部紀之   | 木村知美          | 菊池城二 |
| 7  | 11月21日        | 僕らの浜辺をかえして         | 桜井正明 | 熊谷雅晃   | 熊谷雅晃          | 鳥羽厚   |
| 8  | 11月28日        | 署長さんの悩み               | 五武冬史 | 小林孝志   | 小林孝志          | 菊池城二 |
| 9  | 12月5日         | ご先祖様で大さわぎ           | 五武冬史 | 新田義方   | 堀越新太郎        | 菊池城二 |
| 10 | 12月12日        | チン入者で大騒動             | 中弘子   | 鈴木卓夫   | 鈴木卓夫          | 菊池城二 |
| 11 | 12月19日        | ジェーンおばさんからの招待状 | 小出一巳 | 飯島正勝   | 今井道雄          | 菊池城二 |
| 12 | 1992年 1月1日   | タイムマシーンふたたび発動   | 桜井正明 | 冨永恒雄   | 福多潤            | 毛利和昭 |
| 13 | 1992年 1月1日   | 女王陛下とドッキンコ         | 桜井正明 | 冨永恒雄   | 冨永恒雄          | 西野理恵 |
| 14 | 1月9日          | ニョロニョロがぞろぞろ       | 照井啓司 | 小林孝志   | 太田ひろし        | 菊池城二 |
| 15 | 1月16日         | 便利屋さんはコーリゴリ       | 小出一巳 | 永樹凡人   | 宮崎一哉          | 福山政敏 |
| 16 | 1月23日         | ムーミンが大変身             | 白水昭   | 鈴木卓夫   | 鈴木卓夫          | 菊池城二 |
| 17 | 1月30日         | ムーミン西部に行く           | 桜井正明 | 太田ひろし | 太田ひろし        | 菊池城二 |
| 18 | 2月6日          | ムーミン一家漂流記           | 五武冬史 | 木村哲     | 木村哲            | 毛利和昭 |
| 19 | 2月13日         | ミィが恋わずらい?            | 中弘子   | 中村憲由   | 福多潤            | 西野理恵 |
| 20 | 2月20日         | 竜の涙を捜せ!                | 桜井正明 | 大庭秀昭   | 堀田秀也          | 菊池城二 |
| 21 | 2月27日         | ムーミンルネッサンスへ行く   | 白水昭   | 永樹凡人   | 宮崎一哉          | 福山政敏 |
| 22 | 3月5日          | お月様が落っこちる?!         | 五武冬史 | 木村哲     | 木村哲            | 毛利和昭 |
| 23 | 3月12日         | パパのいたずら大作戦         | 小出一巳 | 今井道雄   | 太田ひろし        | 菊池城二 |
| 24 | 3月19日         | ミィのやけくそ誕生日         | 五武冬史 | 堀内英一   | 鈴木吉男          | 菊池城二 |
| 25 | 3月26日         | 秘密の薬を捜せ!              | 桜井正明 | 冨永恒雄   | 福多潤 西山明樹彦 | 西野理恵 |
| 26 | 3月26日         | 笑顔の戻ったムーミン谷       | 桜井正明 | 冨永恒雄   | 冨永恒雄          | 毛利和昭 |

備考
- 第1期第1話と第2話、第25話と第26話、第38話と第39話、第52話と第53話、第2期第12話と第13話、第25話と第26話は、テレビ東京系列の本放送では1時間枠に拡大されて放送された。
  - このうち第1期第38話・第39話と第2期第12話・第13話は正月の特別番組枠として18:00 - 18:54に放送された。

## 放送局
放送時間は個別に出典が提示されているものを除き、1991年12月中旬 - 1992年1月上旬時点のものとする。放送系列は本放送当時のものを使用。
| 放送地域      | 放送局         | 放送日時                                                                | 放送系列       | ネット状況 | 備考              |
| ------------- | -------------- | ----------------------------------------------------------------------- | -------------- | ---------- | ----------------- |
| 関東広域圏    | テレビ東京     | 木曜 19:00 - 19:30                                                      | テレビ東京系列 | 制作局     | 制作局            |
| 北海道        | テレビ北海道   | 木曜 19:00 - 19:30                                                      | テレビ東京系列 | 同時ネット |                   |
| 愛知県        | テレビ愛知     | 木曜 19:00 - 19:30                                                      | テレビ東京系列 | 同時ネット |                   |
| 大阪府        | テレビ大阪     | 木曜 19:00 - 19:30                                                      | テレビ東京系列 | 同時ネット |                   |
| 岡山県 香川県 | テレビせとうち | 木曜 19:00 - 19:30                                                      | テレビ東京系列 | 同時ネット |                   |
| 福岡県        | TXN九州        | 木曜 19:00 - 19:30                                                      | テレビ東京系列 | 同時ネット | [ 注 5 ] [ 注 6 ] |
| 青森県        | 青森テレビ     | 木曜 16:00 - 16:30                                                      | TBS系列        | 遅れネット |                   |
| 岩手県        | 岩手放送       | 日曜 6:00 - 6:30                                                        | TBS系列        | 遅れネット | [ 注 7 ]          |
| 宮城県        | 仙台放送       | 不明                                                                    | フジテレビ系列 | 遅れネット |                   |
| 秋田県        | 秋田テレビ     | 火曜 17:30 - 18:00                                                      | フジテレビ系列 | 遅れネット |                   |
| 福島県        | 福島テレビ     | 水曜 16:30 - 17:00                                                      | フジテレビ系列 | 遅れネット |                   |
| 新潟県        | テレビ新潟     | 月曜 17:00 - 17:30                                                      | 日本テレビ系列 | 遅れネット |                   |
| 長野県        | 長野放送       | 日曜 6:00 - 6:30                                                        | フジテレビ系列 | 遅れネット |                   |
| 静岡県        | 静岡第一テレビ | 月曜 - 水曜 17:00 - 17:30                                               | 日本テレビ系列 | 遅れネット |                   |
| 富山県        | 富山テレビ     | 月曜 - 金曜 6:00 - 6:25 →月曜 - 水曜 5:55 - 6:25                        | フジテレビ系列 | 遅れネット |                   |
| 石川県        | 石川テレビ     | 木曜 16:00 - 16:30                                                      | フジテレビ系列 | 遅れネット |                   |
| 岐阜県        | 岐阜放送       | 金曜 18:30 - 19:00                                                      | 独立局         | 遅れネット |                   |
| 三重県        | 三重テレビ     | 月曜 16:30 - 17:00                                                      | 独立局         | 遅れネット |                   |
| 奈良県        | 奈良テレビ     | 木曜 19:00 - 19:30                                                      | 独立局         | 遅れネット |                   |
| 和歌山県      | テレビ和歌山   | 月曜 18:30 - 19:00                                                      | 独立局         | 遅れネット |                   |
| 島根県 鳥取県 | 山陰中央テレビ | 月曜 19:00 - 19:30                                                      | フジテレビ系列 | 遅れネット | [ 注 8 ]          |
| 広島県        | テレビ新広島   | 火曜 16:30 - 17:00                                                      | フジテレビ系列 | 遅れネット |                   |
| 山口県        | 山口放送       | 日曜 11:00 - 11:30                                                      | 日本テレビ系列 | 遅れネット |                   |
| 愛媛県        | 南海放送       | 水曜 16:55 - 17:25                                                      | 日本テレビ系列 | 遅れネット | [ 注 9 ]          |
| 長崎県        | 長崎放送       | 日曜 7:00 - 7:30                                                        | TBS系列        | 遅れネット | [ 注 10 ]         |
| 熊本県        | テレビくまもと | 金曜 16:30 - 17:00                                                      | フジテレビ系列 | 遅れネット |                   |
| 鹿児島県      | 南日本放送     | 木曜 17:00 - 17:30                                                      | TBS系列        | 遅れネット |                   |
| 沖縄県        | 沖縄テレビ     | 金曜 16:30 - 17:00（1990年12月時点） 金曜 6:00 - 6:30（1991年12月時点） | フジテレビ系列 | 遅れネット |                   |

## 劇場版
第2期放送期間中の1992年8月8日に、本作品の劇場版が公開された。詳細は『楽しいムーミン一家 ムーミン谷の彗星』を参照。

## 映像ソフト化
VHSはCICビクタービデオ・日本ビクター映像事業部より、放送中に順次発売。
2000年12月16日から2004年2月21日にかけて、テレビ東京メディアネット・日本ビクター映像事業部が発売元となり、シェルケース形態で全27巻が発売。
2007年にトールケース単巻がビクターエンタテインメントのHiHi Recordsより10月24日に全19巻、『冒険日記』は11月21日に全6巻（20-25巻）発売。
2011年にDVD-BOX、BD-BOXがビクターエンタテインメントより発売された。
- 『楽しいムーミン一家』と『冒険日記』を収録したDVD-BOXは2011年12月23日発売。
- 『楽しいムーミン一家』のみを収録したBD-BOXは2012年12月21日発売[15]。

制作会社の倒産に伴い原版フィルムを紛失しており、再放送用のマスターを流用。BDではアップコンバート処理の上で収録。